# Cu xanh đầu xám
Cu xanh đầu xám, tên khoa học Treron vernans, là một loài chim trong họ Columbidae.
Loài này được tìm thấy ở Campuchia, Indonesia, Malaysia, Myanma, Philippines, Singapore, Thái Lan, và Việt Nam. Môi trường sống tự nhiên của chúng là các khu rừng đất thấp, các khu rừng ngập mặn, và các khu rừng núi ẩm nhiệt đới hoặc cận nhiệt đới.
Cu xanh đầu xám chủ yếu là loài ăn quả, ăn nhiều loại trái cây, đặc biệt là quả sung (Ficus). Chúng cũng ăn quả của những loài cây khác, bao gồm Glochidion, Breynia, Vitex, Macaranga, Muntingia, Melastoma, Oncosperma và Bridelia. Chúng cũng ăn chồi, và hạt, nhưng ít phổ biến hơn nhiều.

## Mô tả
Cu xanh đầu xám là một loài chim bồ câu cỡ trung bình, có chiều dài từ 25 đến 30 cm và nặng khoảng 105–160 g. Chim trống và chim mái có bộ lông khác nhau. Chim trống có đầu màu xám, cổ và phần trên của ức màu hồng, phần còn lại của ức có màu cam. Lưng có màu xanh ô liu và các cánh có màu xanh lục với các phần đầu màu đen và viền màu vàng trên các phần phụ tạo ra một thanh màu vàng trên cánh khi bay. Bụng màu vàng nhạt với hai bên sườn xám, và đuôi màu xám với dải đen ở cuối và phần đuôi trên có màu hạt dẻ. Chim mái nhìn chung nhỏ hơn, có bụng, cổ họng và mặt màu vàng, lông chỏm đầu và gáy màu xanh lục, mặc dù về mặt khác, giống chim trống. Chân màu hồng hoặc hơi đỏ, mỏ có màu trắng, xanh lục nhạt hoặc xám. Chim con trông tương tự như chim mái nhưng màu xám hơn ở trên. 